# Scopula subroseata
Scopula subroseata är en fjärilsart som beskrevs av Adrian Hardy Haworth 1809. Scopula subroseata ingår i släktet Scopula och familjen mätare. Inga underarter finns listade.